# Michele Fabris
Pour les articles homonymes, voir Fabris.
Michele Fabris, dit l’Ongaro ou le Hongrois, est un sculpteur hongrois, né vers 1644 à Presbourg, capitale du royaume de Hongrie, et mort le 8 juillet 1684 à Venise.

## Biographie
Michele Fabris tient son surnom d’Ongaro (ou Ungaro, comme il l’écrivait lui-même) du fait qu’il est né en Hongrie, à Pozsony, vers 1644.
Vers 1662, il part pour un voyage d’étude à destination de l’Italie et de Vienne. Il arrive alors à Venise, où il s’installe.
Il côtoie le sculpteur allemand Melchior Barthel, vraisemblablement son premier maître à Venise.
Entre 1665 et 1669, il participe à la conception du monument funéraire au doge Giovanni Pesaro, situé dans la basilique Santa Maria Gloriosa dei Frari, pour lequel il a sculpté les deux dragons soutenant l’urne du doge.
Fabris a beaucoup collaboré avec l’architecte Baldassare Longhena ; presque toutes ses œuvres vénitiennes font partie de chantiers longhéniens. Il a vraisemblablement produit plusieurs œuvres de la basilique Santa Maria della Salute, comme le soutient Témanza (1738), qui évoque « de nombreux ouvrages » de Michele Fabris, notamment « au-dessus des autels » — et peut-être aussi quelques petites sculptures allégoriques décorant la base des pilastres des autels. En particulier, l’œuvre L’Intelletto e la Salubrità dell'aria lui est attribuée.
Le 7 avril 1672, il épouse Zanetta Laghi.
À partir de 1674, jouissant déjà d’une solide réputation à Venise, il gagne encore en notoriété grâce à sa participation dans l'élaboration de plusieurs autels de la basilique Sainte-Justine de Padoue, aux côtés des plus grands sculpteurs de son temps (également actifs à Venise). Il est aussi sollicité pour des sculptures des autels de plusieurs églises, parmi lesquelles l’église Saint-Daniel de Padoue (contrat du 14 novembre 1675). Cette période à padouanne de l’artiste se caractérise par une grande inspiration du style de Josse le Court. Cette inspiration lecourtienne persiste après son retour à Venise.
C’est à cette époque qu'il sculpte les sept bustes du Portego de la Pinacoteca Querini Stampalia longtemps attribués à Orazio Marinali, qui lui ont été récemment réattribués.
Son épouse, Zanetta, meurt dans la paroisse de San Giovanni Decollato de Venise, le 31 mai 1678, après avoir accouché, le 20 mai, de son fils Zuanne Bernardino, baptisé le 4 juin de la même année.
Michele Fabris meurt le 8 juillet 1684 dans la même paroisse vénitienne, où il résidait déjà en 1675.
Témanza déclare l’y avoir vu avec un autre fils, Michele, et ajoute que, encore vivants de son temps (1738), ils étaient l’un peintre et l’autre libraire.

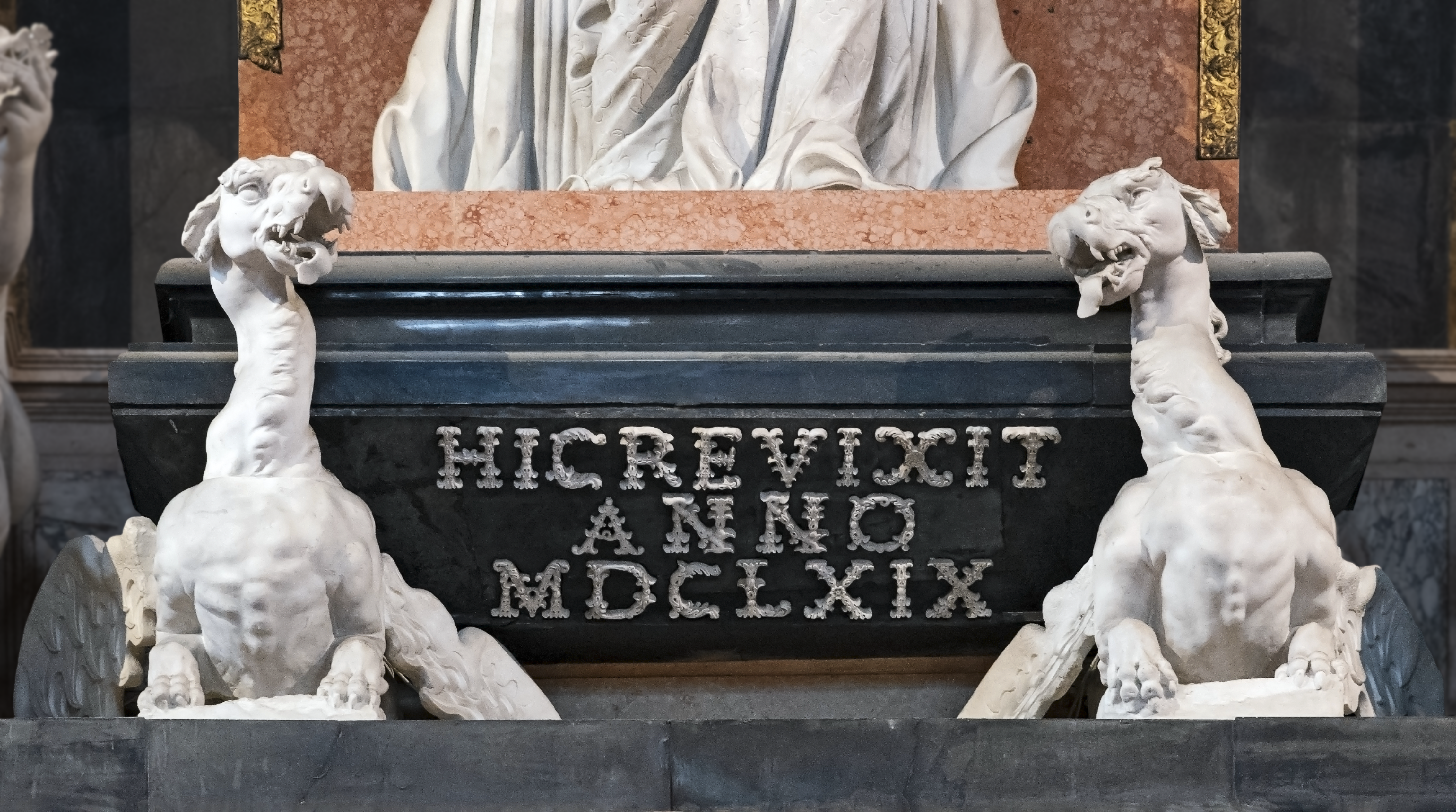
Deux dragons sur le monument du doge Giovanni Pesaro, basilique Santa Maria Gloriosa dei Frari.
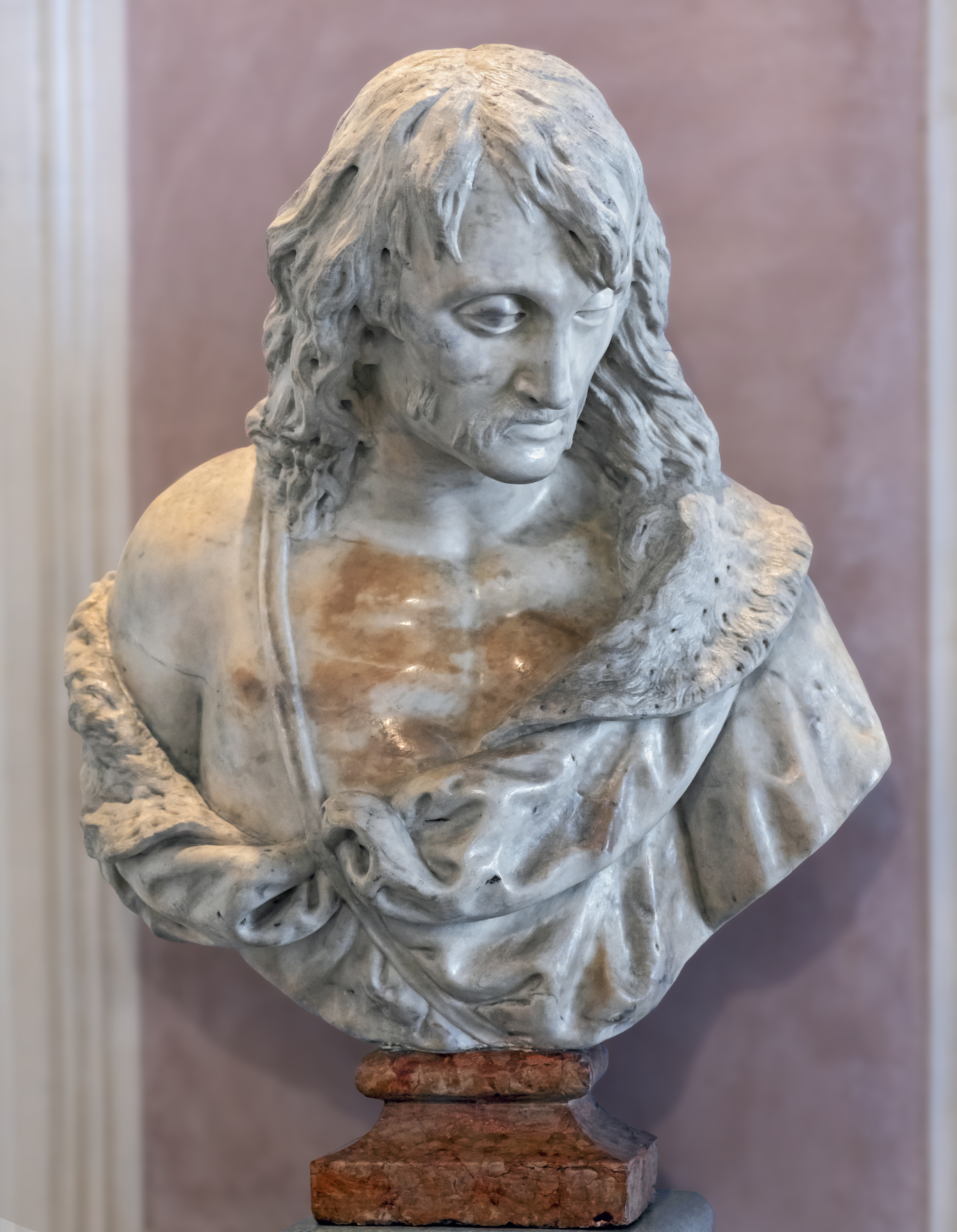
Buste de Jean le Baptiste, Pinacoteca Querini Stampalia.
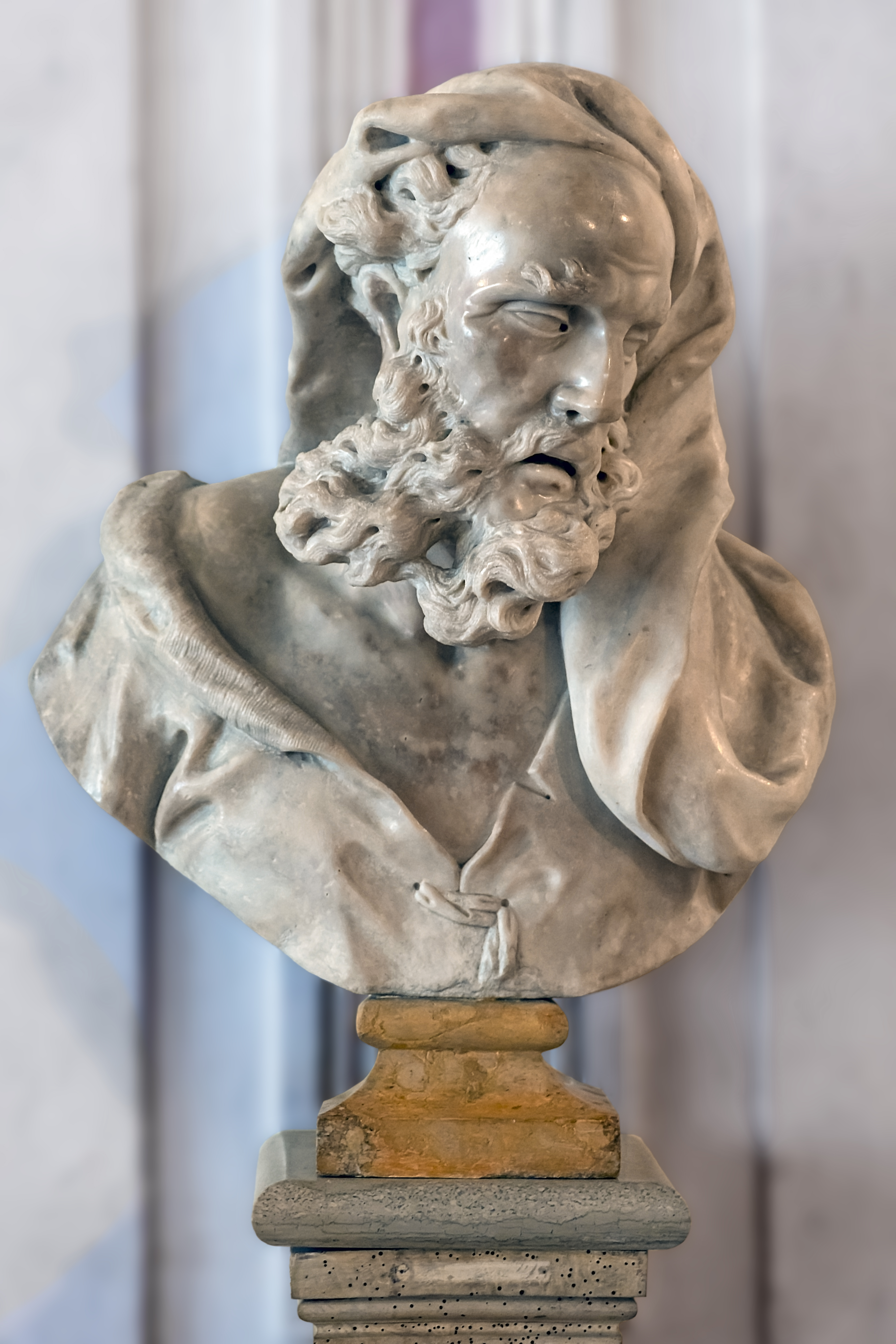
Un philosophe tête couverte, Pinacoteca Querini Stampalia.

### Source principale
(it) Paola Rossi (pour la section consacrée à Michele Fabris), Dizionario biografico degli Italiani, vol. 43, Rome, Istituto dell'Enciclopedia Italiana, 1993 (lire en ligne).